# رمح ثلاثي الشعب
الرمح ثلاثي الشعب أو الرمح متعدد الرؤوس أو ما يسمى في العراق (الفالة) هو آلة حديدية تختلف عن الرمح الاعتيادي باحتوائه على ثلاثة أصابع، ابتكره السومريون بعد أن كانوا يستخدمونه في الصيد. ومن ثم تطورت وأصبحت خمسة اصابع ملحومة على قضيب من حديد بطول نصف مسطرة ويسمى ( صنخ ) وفي نهاية كل اصبع نتوء معاكس يسمى)روشان ).

## التاريخ

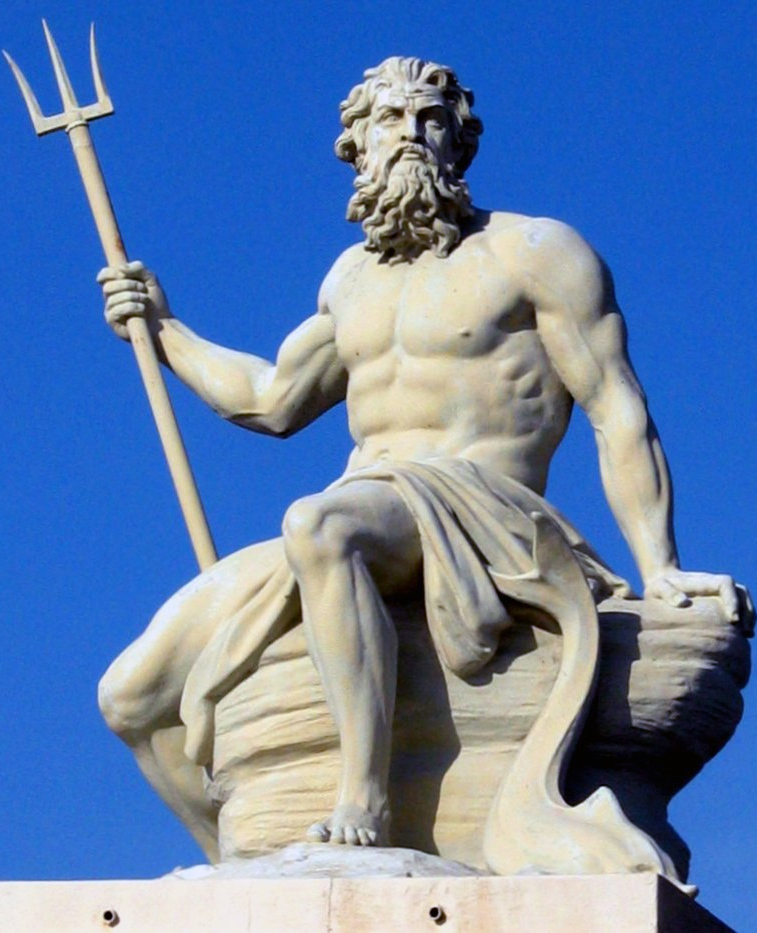
إله البحر عند اليونان بوسيدون ورمحه المتعدد الرؤوس

ارتبط الرمح متعدد الرؤوس منذ القدم بالطقوس الدينية وفي الأساطير اليونانية والهندية والصينية والسومرية ..إلخ

## الرمح في القتال
والفالة(الرمح متعدد الرؤوس) سلاح فتاك أرعب الجنود البريطانيون في ثورة العشرين فأصبحت رمزاً للثورة يظهر في أهازيج عشائر الفرات، كما تعتبر أحد أدوات فنون القتال الصينية المعروفة

## الصيد بالرمح
صمم الرمح المتعدد الرؤوس لكي يخترق جسم السمكة أو الحيوان بري مع صعوبة تحرر الفريسة منه.

## معرض صور

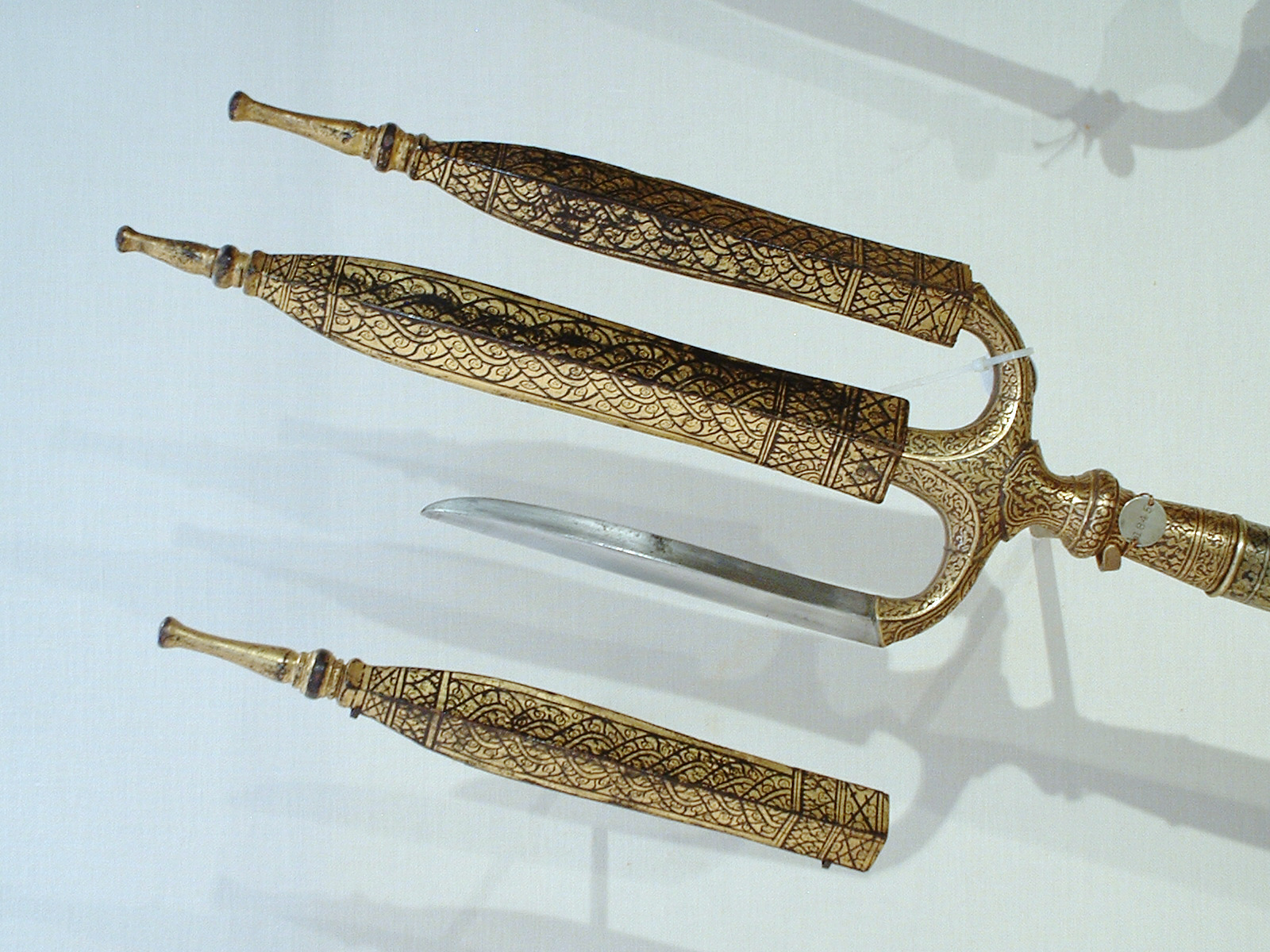
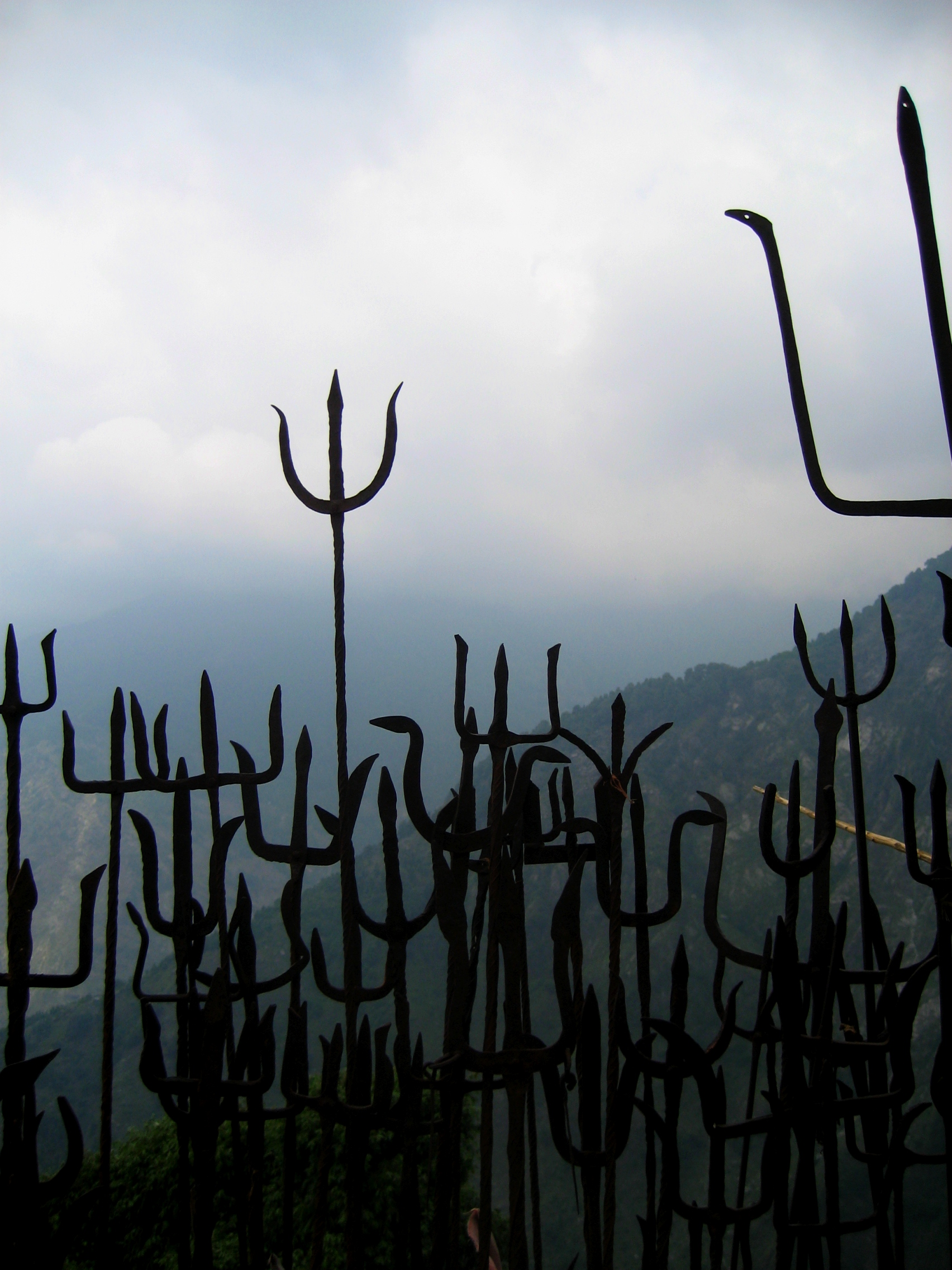
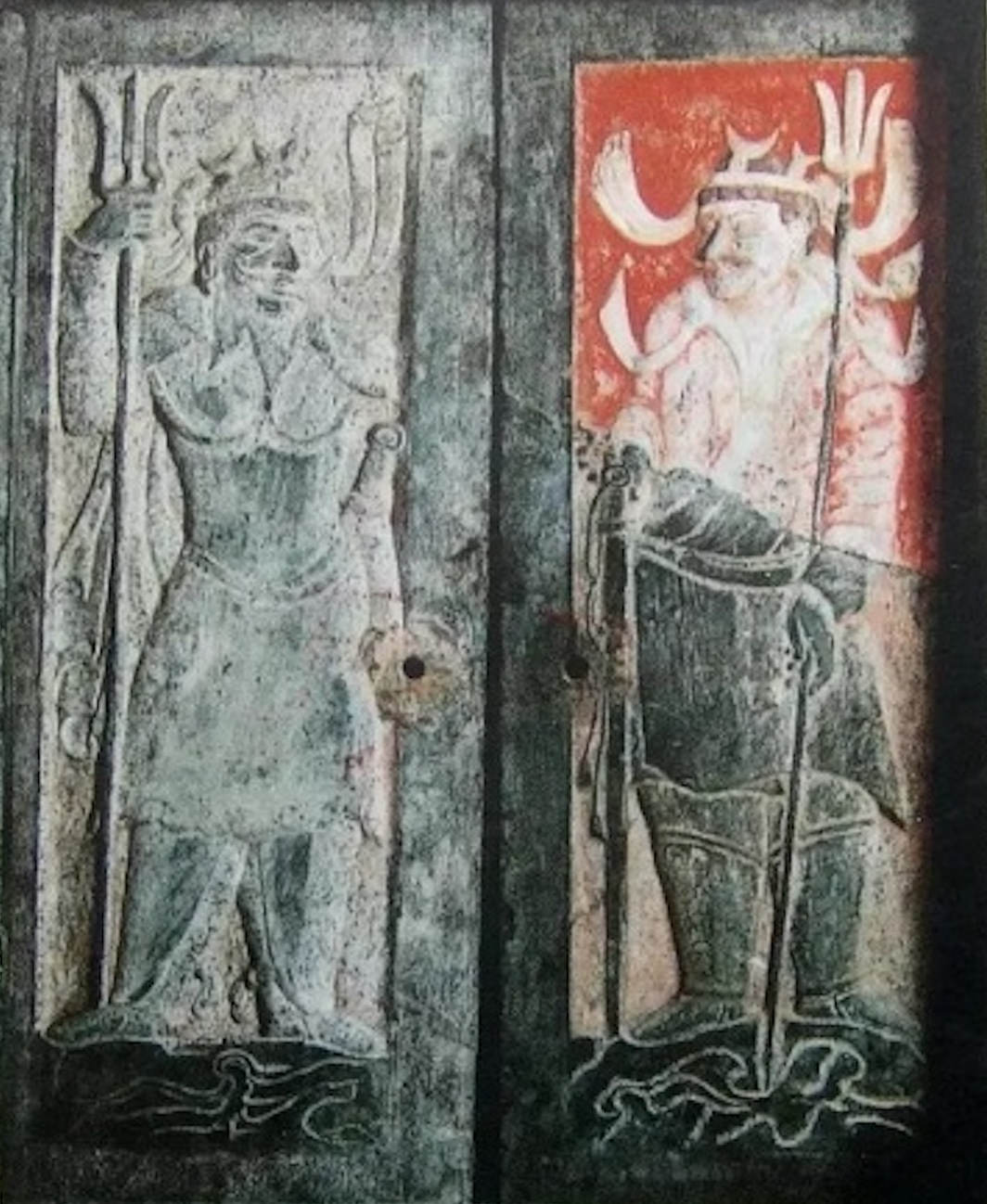